# Twist of Fate
Twist Of Fate – drugi solowy singel Siobhan Donaghy oraz drugi promujący album Revolution In Me.

## Lista utworów
CD: 1
1. "Twist of Fate" (radio version)
2. "Don't Know Why"
3. "Twist of Fate" (enhanced video)

CD: 2
1. "Twist of Fate" (album version)
2. "I'm Glad Your Mine"
3. "Overrated" (live at Glastonbury - video)